# バレンシアCF
バレンシアCF（スペイン語: Valencia Club de Fútbol S. A. D., [baˈlenθja ˈkluβ ðe ˈfuðβol]、バレンシア語: València Club de Futbol, [vaˈlensia ˈklub de fubˈbɔl]）は、バレンシア州バレンシアに本拠地を置くスペインのサッカークラブチームである。プリメーラ・ディビシオンに所属している。

## 概要
1919年創設。1923年以来、55,000人収容のエスタディオ・デ・メスタージャをホームスタジアムとして使用している。バレンシア市北西部に建設中のノウ・メスタージャ（75,000人収容）に移転する計画がある。同じ都市に本拠地を置くレバンテUDと長い間ライバル関係にあり、同じバレンシア州内にあるエルクレスCFやビジャレアルCFにもライバル意識を抱いている。BチームとしてバレンシアCF・メスタージャがある。
プリメーラ・ディビシオンで6度、コパ・デル・レイで7度、インターシティーズ・フェアーズカップ（UEFAカップの前身）で2度、UEFAカップで1度、UEFAスーパーカップで2度優勝している。1999-2000シーズンと2000-01シーズンには2シーズン連続でUEFAチャンピオンズリーグの決勝に進出したが、前者のシーズンにはレアル・マドリード（スペイン）に、後者のシーズンにはバイエルン・ミュンヘン（ドイツ）に敗れ、いずれも準優勝に終わった。欧州カップ戦の決勝に計7回出場し、そのうちの4回優勝している。G-14（ヨーロッパビッグクラブ連合体）のメンバーだった。

## 歴史

### 黎明期

1927年の選手

1919年3月5日に設立され、3月18日に公式に承認された。アスレティック・ビルバオ（1898年設立）、FCバルセロナ（1899年設立）、レアル・マドリード（1902年設立）、アトレティコ・マドリード（1903年設立）、など、スペインの他のクラブと比べると比較的遅い設立であり、同じくバレンシアに本拠地を置くレバンテUD（1909年）よりも遅い。オクタビオ・アウグスト・ミレゴ・ディアスが初代会長に就任したが、ディアスの就任はコインを投げて決定されたものだった。1919年5月21日、カステリョンにて初の公式戦が行われ、バレンシア・ジムナスティコに0-1で敗れた。同年にはレバンテとも初試合が行なわれ、1-0で勝利した。同年12月7日からアルヒロスをホームスタジアムとして使用していたが、1923年にエスタディオ・デ・メスタージャに移転し、5月20日にレバンテUD相手に行われたメスタージャでの初試合には1-0で勝利した。1923年には地域リーグで優勝し、当時スペイン最高峰の大会だったコパ・デル・レイに初出場した。1928年に全国選手権（リーガ・エスパニョーラ）が設立されると、コパ・デル・レイでの優勝経験がなかったバレンシアはセグンダ・ディビシオン（2部）に組みこまれたが、1930-31シーズンにはセグンダ・ディビシオンで優勝し、1931-32シーズンにはクラブ史上初めてプリメーラ・ディビシオン（1部）に参戦した。

### スペインの強豪への成長
プリメーラ・ディビシオン昇格後は黒星が白星を上回るシーズンが続き、1936年に勃発したスペイン内戦によってクラブの発展が妨げられたが、1941年のコパ・デル・レイでは決勝に進出し、決勝でRCDエスパニョールを破って初優勝。当時はまだリーガ・エスパニョーラよりもコパ・デル・レイのほうが重要度の高い大会と認識されていた。1941-42シーズンにプリメーラ・ディビシオンで初優勝すると、1943-44シーズンには2度目のリーグ優勝を果たし、1946-47シーズンにも優勝。1940年代にはリーグ優勝3度、リーグ2位2度、カップ優勝2度、カップ準優勝3度など堅実な黄金期とも言える成績を残した。この時代の主力にはエドムンド・スアレスやエピファニオ・フェルナンデスなどがおり、彼らで構成される攻撃陣はデランテーラ・エレクトリカ（delantera eléctrica、電撃フォワード）と称された。1950年代にはメスタージャが45,000人収容に拡張された。バレンシアはスペイン国内外のスター選手を迎え入れ、スペイン代表のアントニオ・プチャデス、オランダ出身のフォワードファース・ヴィルケスなどによって彩られた。1940年代のようなスポーツ面での成功には至らなかったが、1952-53シーズンにはリーグ戦を2位で終え、翌シーズンにはコパ・デル・ヘネラリシモ（コパ・デル・レイ）で優勝した。

### 欧州カップ戦での成功
1960年代初頭のリーグ戦ではぱっとしない順位が続いたが、ビセンテ・ギジョットやブラジル人のワルド・マチャドなどに導かれ、ヨーロッパの舞台ではインターシティーズ・フェアーズカップ（UEFAカップの前身）で成功を収めた。1961-62シーズンの同大会では決勝でFCバルセロナを破って初優勝し、1962-63シーズンの同大会でも決勝でNKディナモ・ザグレブ（クロアチア）を破って2連覇を達成。1963-64シーズンの同大会でも3年連続で決勝に進出したが、今度はレアル・サラゴサに1-2で敗れて準優勝に終わった。1970年には、バロンドールに2度輝いたアルフレッド・ディ・ステファノが監督に就任し、1970-71シーズンには1947年以来となる4度目のリーグ優勝を遂げた。この結果、1971-72シーズンにはクラブ史上初めてUEFAチャンピオンズカップに出場したが、3回戦でウーイペシュトFC（ハンガリー）に敗れた。同シーズンの国内リーグ戦ではレアル・マドリードに次ぐ2位であり、国内カップ戦では決勝でアトレティコ・マドリードに敗れて準優勝だった。1970年代にはオーストリア人ミッドフィールダーのクルト・ヤーラ、オランダ人フォワードのヨニー・レップ、アルゼンチン代表フォワードのマリオ・ケンペスなどが在籍し、ケンペスは1976-77シーズンと1977-78シーズンの2シーズン連続で得点王のタイトル（ピチーチ賞）を獲得した。1974年のディ・ステファノ退任によって過渡期を迎えたが、1978-79シーズンのコパ・デル・レイ決勝、レアル・マドリード戦ではケンペスが2点を叩きこんで5度目のリーグ優勝に貢献した。ケンペスはアルゼンチン代表として1978 FIFAワールドカップに出場し、決勝のオランダ戦でも2得点している。1979-80シーズンにはディ・ステファノが監督に復帰し、UEFAカップウィナーズカップ決勝ではアーセナルFC（イングランド）をPK戦の末に破って優勝した。1980年のUEFAスーパーカップでは、UEFAチャンピオンズカップ王者のノッティンガム・フォレストFC（イングランド）と対戦し、アウェーゴール差で上回って新たなトロフィーを加えた。

### 1980年代-90年代の停滞期
1982年にはミラン・ミラニッチ監督が就任したが、1982-83シーズンは終盤戦に至っても降格の危機から抜け出せなかった。ミラニッチ監督が退いてコルド・アギーレ監督が就任し、他力本願ながらかろうじて降格を回避した。ビセンテ・トルモ会長政権下の1983-84シーズンと1984-85シーズンは借金が重くのしかかり、選手やスタッフへの給料未払い、士気の低下など、内部問題によってクラブが分裂した。1931年以来プリメーラ・ディビシオンに留まり続けていたが、1985-86シーズンは18クラブ中16位となり、創設55年目にしてクラブ史上初の降格となった。アルトゥーロ・トゥソンが新会長に就任してディ・ステファノを監督に復帰させ、わずか1シーズンでプリメーラ・ディビシオン昇格を決めると、ディ・ステファノ監督は昇格後の1987-88シーズンも采配を振るったが、14位と低迷した。1989年にはリーグでの地位強化のためにブルガリア代表フォワードのルボスラフ・ペネフと契約した。1991年にはオランダ人のフース・ヒディンク監督が就任し、1991-92シーズンにはリーグ戦で4位、コパ・デル・レイで準々決勝に進出した。1992年には公式に株式会社化し、1993年までは続けてヒディンク監督が指揮を執った。1994年には、ブラジル代表監督として1994 FIFAワールドカップを制したばかりのカルロス・アルベルト・パレイラ監督を迎え入れた。パレイラ監督は即座にアンドニ・スビサレッタと契約し、さらにロシア人のオレグ・サレンコ、プレドラグ・ミヤトヴィッチもチームに加えたが、期待されたほどの成績は挙げられなかった。1995年にはルイス・アラゴネスが監督に就任し、ミヤトヴィッチらの活躍によって2位に躍進する。しかし、1996年にはエースのミヤトヴィッチをレアル・マドリードへ放出し、ブラジル代表のロマーリオを獲得したことでチームは混乱する。この年からはボスマン判決によって、アルゼンチン代表のクラウディオ・ロペスやアリエル・オルテガ、ルーマニア代表のアドリアン・イリエなどの外国人スター選手が集まるようになり、アラゴネスに代わって監督に就任したホルヘ・バルダーノが指揮を執るも低迷からは抜け出せなかった。

### 1990年代末期の再建と2000年代前半の強豪復活
1997年には、低迷したチームを立て直すため、イタリア人のクラウディオ・ラニエリを監督に招聘する。ジョスリン・アングロマ、アメデオ・カルボーニといったセリエAの選手を獲得して守備の強化を図ると共に、攻守にわたって規律をもたらした。個のチームから組織を重視したチームへと変貌したことで、これまで主力を担っていたロマーリオ、オルテガらはベンチを温めることになり、シーズン終了後に放出された。ラニエリの監督就任以降、チームは巻き返してインタートトカップの出場権を獲得。1998-99シーズンには、レアル・マドリードからサンティアゴ・カニサレスを獲得したことで、鉄壁の守備からの鋭いカウンターアタックで上位に食い込むことになり、コパ・デル・レイでは20年ぶりの優勝を飾った。
1999年にエクトル・クーペル監督が就任すると、同年夏のスーペルコパ・デ・エスパーニャではバルセロナに勝利した。1999-2000シーズンは、前任者とのサッカーの違いなどから、リーグ戦では序盤戦に低迷したが、クーペルは前任者のシステムを踏襲し、クラウディオ・ロペス、ガイスカ・メンディエタ、キリ・ゴンサレス、ジェラール・ロペスらがチームの中心となったことで、チームは巻き返して優勝争いに加わった。このシーズンは、レアル・マドリードが早々と優勝争いから離脱、優勝候補の筆頭だったバルセロナもリーグ戦での勝ち点の取りこぼしが目立ち、デポルティーボ・ラ・コルーニャとレアル・サラゴサの躍進で、優勝争いが混沌としていた。結局、優勝したデポルティーボ・ラ・コルーニャに勝ち点4差、2位のバルセロナに勝ち点1差の3位であったが、このシーズンのUEFAチャンピオンズリーグではクラブ史上初めて決勝に進出した。しかし、2000年5月24日にパリで行われた決勝ではアメデオ・カルボーニが出場停止。カルボーニの抜けた穴は大きく響き、レアル・マドリードに0-3で敗れた。
2000年夏にはクラウディオ・ロペスがSSラツィオ（イタリア）に、フランシスコ・ファリノスがインテル（イタリア）に、ジェラール・ロペスがバルセロナに移籍し、ヨン・カリュー、ルベン・バラハ、ロベルト・アジャラ、ビセンテ・ロドリゲス、ファビオ・アウレリオなどが加わった。2001年1月にはパブロ・アイマールも加わり、バラハ、アイマール、ビセンテ、アジャラらは2000年代初頭の躍進の中心的存在となった。2000-01シーズンは序盤から優勝争いに加わり、10節終了後には首位に立っていた。しかし、UEFAチャンピオンズリーグでの躍進などによって疲労が蓄積し、リーグ戦の後半戦では順位を落とした。エクトル・クーペル監督に率いられたチームは、UEFAチャンピオンズリーグの2次リーグでマンチェスター・ユナイテッドFC（イングランド）などを押しのけて首位通過し、準々決勝ではアーセナルFC（イングランド）を破った。準決勝でもイングランドのリーズ・ユナイテッドFCに勝利し、5月23日にミラノのサン・シーロで行われた決勝はバイエルン・ミュンヘン（ドイツ）との対戦となった。試合開始早々にガイスカ・メンディエタがPKで先制点を挙げ、キーパーのサンティアゴ・カニサレスがメーメット・ショルのPKを止めたが、後半にステファン・エッフェンベルグにPKを決められて同点とされた。延長を経ても決着が付かず、試合の行方はPK戦に持ち込まれたが、マウリシオ・ペジェグリーノがPKを外したことでバイエルンの優勝が決まった。同シーズンのリーグ戦最終節はカンプ・ノウでのバルセロナ戦であり、引き分け以上の結果でUEFAチャンピオンズリーグ出場権を獲得できたが、ロスタイムにリバウドに得点を許して2-3で敗れ、5位に落ちて同大会出場権獲得を逃した。
2001年7月、在任期間中にコパ・デル・レイ優勝1度、スーペルコパ優勝1度、UEFAチャンピオンズリーグ準優勝2度などの成績を残したペドロ・コルテス会長が、個人的な理由により職を辞し、後任の会長にはハイメ・オルティが就任した。オルティ会長はCDテネリフェをプリメーラ・ディビシオン昇格に導いたラファエル・ベニテス監督を引き抜き、クーペル監督はイタリアのインテルに去った。メンディエタ、ディディエ・デシャン、ルイス・ミージャ、ズラトコ・ザホヴィッチなどがチームを去り、カルロス・マルチェナ、ミスタ、クーロ・トーレス、フランシスコ・ルフェテ、ゴンサロ・デ・ロス・サントス、サルバ・バジェスタなどが加入した。2001-02シーズンの開幕戦ではタイトルを争うレアル・マドリードから重要な勝利を挙げた。1970-71シーズンにはディ・ステファノ監督の下でクラブの連勝記録を樹立し、最後のリーグタイトルを勝ち取ったが、2001-02シーズンには11連勝を記録して1970-71シーズンに記録したクラブの連勝記録を塗り替えた。12月9日にエスタディオ・リアソルでデポルティーボ・ラ・コルーニャに敗れて連勝記録がストップした。エスタディ・デ・モンジュイックでのRCDエスパニョール戦はハーフタイムの時点で0-2とリードされていたが、後半に逆転して3-2の勝利を収めた。エスタディオ・サンティアゴ・ベルナベウでレアル・マドリードに0-1で敗れるなど、シーズン後半戦には小さな躓きを経験したが、UDラス・パルマス戦以降の6戦で4勝2分を記録して立ち直った。これら重要な試合のひとつがエスパニョール戦であり、前半戦の試合と同じく0-1でリードされて後半を迎えたが、バラハの2得点で2-1と逆転勝利を飾った。さらに、レアル・マドリードがエスタディオ・アノエタでレアル・ソシエダに敗れたため、バレンシアが勝ち点3リードして首位に立った。マラガCFとのシーズン最終戦はエスタディオ・ラ・ロサレーダで行われ、この5月5日はバレンシアのクラブ史に記録される日となった。開始早々のアジャラの先制点に続き、ハーフタイム間際にはファビオ・アウレリオが追加点を挙げ、31年ぶり5度目となるリーグ優勝を果たした。
2002-03シーズンはバレンシアにとって失望のシーズンであり、リーグ連覇に失敗しただけでなく、4位のセルタ・デ・ビーゴを上回れず、UEFAチャンピオンズリーグ出場権を逃した。UEFAチャンピオンズリーグでは準々決勝まで勝ち進んだが、インテル（イタリア）にアウェーゴール差で敗れた。
2003-04シーズンのバレンシアは長いこと首位レアル・マドリードを追いかけていた。26試合を消化した2004年2月の時点では勝ち点8差を付けられていたが、レアル・マドリードは終盤戦に調子を落とし、ラスト5試合を全敗したため、バレンシアが逆転で2シーズンぶりのリーグ優勝を遂げた。UEFAカップでは準々決勝でFCジロンダン・ボルドー（フランス）、準決勝でビジャレアルCF（スペイン）、決勝でオリンピック・マルセイユ（フランス）を下し、初優勝を果たした。
1998年から2004年のバレンシアは、クラブ史上最大の成功を収めた。リーグ戦とコパ・デル・レイで2度優勝し、UEFAカップとUEFAスーパーカップで1度優勝し、さらにUEFAチャンピオンズリーグで2度準優勝した。

### 2000年代後半の低迷期
2004年夏にはベニテス監督が会長との対立からバレンシアを離れ、リヴァプールFC監督に就任した。後任には1999年までバレンシアを率いていたラニエリ監督が5年ぶりに復帰したが、2度目のラニエリ政権時代は失望の残る結果となった。マルコ・ディ・ヴァイオやベルナルド・コッラーディなどのイタリア人を獲得してチームのイタリア化を図ったが、2004-05シーズンのUEFAチャンピオンズリーグではグループリーグ敗退に終わり、リーグ戦でも7位と低迷したため、ラニエリ監督は2005年2月に解任された。ベニテスの下でアシスタントコーチを務めたアントニオ・ロペスが指揮を執ったが、このシーズンはUEFAカップ出場権を獲得できない順位で終えた。

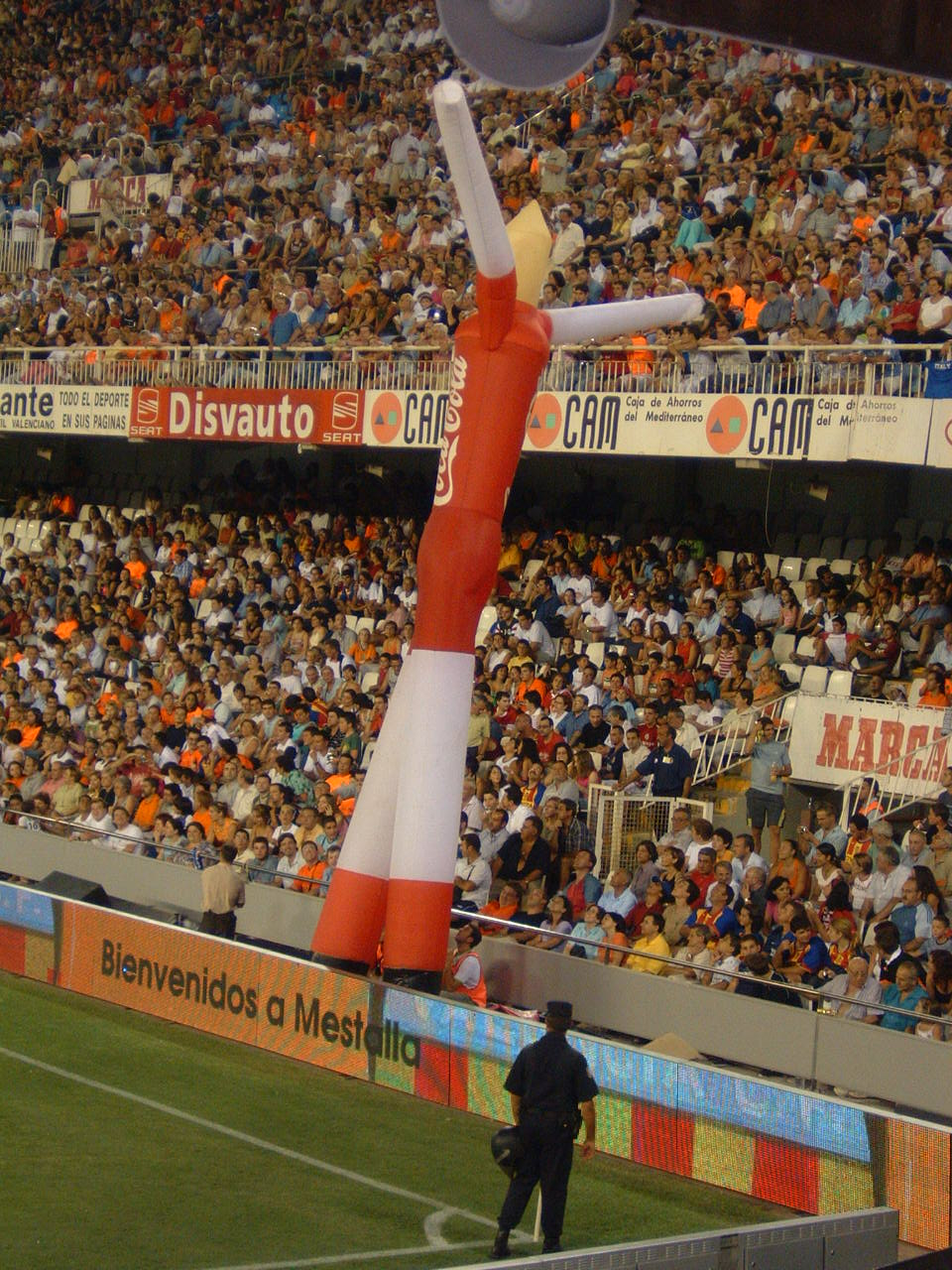
メスタージャで声援を送るサポーターたち

2005年夏、ヘタフェCFのキケ・サンチェス・フローレス監督がバレンシアの新監督に就任した。レアル・サラゴサからダビド・ビジャを獲得すると、2005-06シーズンは3位で終えてUEFAチャンピオンズリーグ出場権を獲得した。2006-07シーズンにはビジャに加え、リヴァプールFCから獲得したフェルナンド・モリエンテス、セルタ・デ・ビーゴからレンタルバックした生え抜きのダビド・シルバらが活躍。しかし、バラハやエドゥ、更にはビセンテ・ロドリゲスなど主力級の選手が怪我により長期離脱し、キケ・フローレス監督とアメデオ・カルボーニSDが対立した。シーズン序盤は好発進を見せたが、国内リーグでは4位に終わった。UEFAチャンピオンズリーグでは2次リーグでイタリア王者のインテルを破ったが、準々決勝でチェルシーFCに2試合合計2-3で敗れた。
2007年夏、SDがカルボーニからアンヘル・ルイスに代わることで内部対立が収まったが、10月29日、バレンシアの首脳陣は成績不振を理由にキケ・フローレス監督を解任し、オスカル・ルベン・フェルナンデスを暫定監督に任命した。後任監督候補としてマルチェロ・リッピやジョゼ・モウリーニョなどの就任が噂されたが、10月30日、オランダ人のロナルト・クーマン監督がPSVアイントホーフェンを離れてバレンシアと契約することが発表された。クーマン監督は就任直後にダビド・アルベルダ・サンティアゴ・カニサレス・ミゲル・アンヘル・アングロの主力3選手を戦力外扱いしたが、オランダ型の攻撃的な4-3-3のシステムはチームにフィットせず、降格圏からわずか勝ち点2差の15位まで落ち込んだ。UEFAチャンピオンズリーグではグループリーグ最下位で敗退し、リーグ戦でも低迷する一方で、コパ・デル・レイでは順調に勝ち進んだ。2008年4月16日、エスタディオ・ビセンテ・カルデロンで行われたヘタフェCFとの決勝に3-1で勝利し、7度目の優勝を果たした。しかし、4日後の4月20日にはアスレティック・ビルバオ相手に1-5の大敗を喫し、その翌日にはクーマン監督の解任が発表された。暫定監督となったボロはアルベルダ、カニサレス、アングロの3選手をチームに復帰させると、初采配試合となったCAオサスナ戦(3-0)に勝利し、残留争いから順位表の中位（10位）にチームを引き上げた。

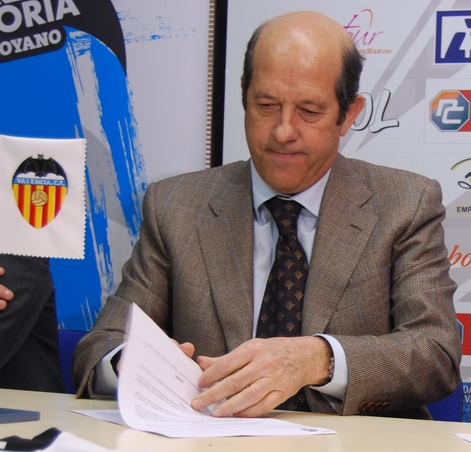
マヌエル・ジョレンテ第35代会長

2008年5月22日、若手のウナイ・エメリ監督が就任した。2008-09シーズン開幕から5試合のうち4試合に勝利して順調なスタートを切り、UEFAカップのグループリーグでは1勝3分のグループ2位で決勝トーナメント進出を決めたが、リーグ戦では徐々に調子を落として4位で前半戦を終えた。不調の最中、クラブが4億ユーロ以上の巨額の負債を抱えており、何週間も選手に給料が支払われていないという報道がなされた。UEFAカップの決勝トーナメント1回戦ではFCディナモ・キーウ（ウクライナ）と対戦したが、最終的にベスト4となるクラブにアウェーゴール差で敗退し、クラブの問題はいっそう増した。2009年1月から3月にかけてはリーグ戦10試合で勝ち点7しか獲得できなかったが、3月からの7戦無敗（5勝2分）で一時的に4位まで順位を挙げた。しかし、36節と37節で4位の座を争うアトレティコ・マドリードとビジャレアルに連敗し、6位に落ちてUEFAチャンピオンズリーグ出場権を逃した。

### 巨額の負債を抱えた2010年代
財政収支のバランスを取るために、2009年夏にはダビド・ビジャ、フアン・マタ、ダビド・シルバなどのスター選手を放出するという噂が流れ続けた。前シーズンのリーグ王者バルセロナや大型補強をしたレアル・マドリードには及ばないもののリーグ3位を堅守、UEFAチャンピオンズリーグ本戦への出場権を手に入れた。財政面での理由により、2010年夏にはビジャとシルバがそれぞれバルセロナとマンチェスター・シティFCに売却され、負債額が大きく減少した。中心選手ふたりを放出したにもかかわらず、2010-11シーズンは2シーズン連続で3位という安定した成績を残した。UEFAチャンピオンズリーグでは決勝トーナメント1回戦でシャルケ04（ドイツ）に敗れた。2011年3月20日のセビージャFC戦では、9日前に日本で起こった東日本大震災支援として、選手名がカタカナ表記のユニホームを着用して試合に臨んだ。ユニホームはスペイン赤十字社がオークションに出し、その収益は被災者への義援金となった。
2011年夏にはクラブの不安定な財政状況改善のため、マタをチェルシーFCに移籍させざるを得なかった。2011-12シーズンは3位でリーグ戦を終了してUEFAチャンピオンズリーグ出場権を獲得した。3シーズン連続でUEFAチャンピオンズリーグ出場権を獲得したのはクラブ史上初だったが、獲得した勝ち点は61にとどまり、プリメーラ・ディビシオンが20チーム制・勝利勝ち点が3ポイントとなった1995-96シーズン以来では最も少ない勝ち点の3位である。シーズン終了後、4シーズンにわたりチームを率いたエメリ監督が退任し、後任には選手としてバレンシアでプレー経験のあるマウリシオ・ペジェグリーノが就任した。
ペジェグリーノ体制になった2012-13シーズンであったが、バルセロナに放出したジョルディ・アルバなどの穴を新戦力が埋めきれず、さらにはトップチームでの監督経験がないペジェグリーノの采配も安定せず開幕から低迷。チャンピオンズリーグではグループリーグを突破したものの、リーグでの低迷が原因で第14節で解任。後任にはリーガでの指導経験も豊富なエルネスト・バルベルデが半年契約で就任した。バルベルデ体制になりチームは復調したものの、前半の出遅れが響き5位でリーグ戦を終了。UEFAヨーロッパリーグの出場権は獲得したものの、3シーズン守っていたUEFAチャンピオンズリーグ出場権を失った。チームはバルベルデを高く評価し契約延長を希望したが、チームの経営環境が不安定である事を理由に拒否し、アスレティック・ビルバオに転出した。

### 新時代へ
2014年5月、シンガポール人実業家であるピーター・リムがクラブの買収を発表。資金を得たクラブは、新指揮官にヌーノ・エスピリト・サントを迎え、アンドレ・ゴメス、ロドリゴ、シュコドラン・ムスタフィ、ニコラス・オタメンディ、アルバロ・ネグレドらを獲得。このシーズンは最終的に4位で終え、UEFAチャンピオンズリーグのプレーオフ出場権を獲得した。
2015-16シーズンはネグレドとロドリゴ、アンドレ・ゴメスをそれぞれ完全移籍で獲得した他、サンティ・ミナ、ザカリア・バカリ、アイメン・アブデヌール、マシュー・ライアンなどを獲得した。チャンピオンズリーグ・プレーオフではASモナコを下し、本選出場を決めたものの、開幕を前にCEOのアマデオ・サルボ、スポーツディレクターのフランシスコ・ルフェテが辞任し、事実上ヌーノがクラブにおける補強の全権を掌握することとなった。チャンピオンズリーグのグループリーグにおいても結果が芳しくなく、リーグも勝利を掴むことがなかなかできず、2015年11月30日、ヌーノは解任された。後任には元イングランド代表DFガリー・ネビルが就任した。しかしトップチームでの指導経験が全くないネビルはリーグ戦でほとんど勝つことができず、コパ・デル・レイにおいてはFCバルセロナに0-7と歴史的大敗をし、CLグループリーグ敗退に伴い出場したヨーロッパリーグにおいても、アスレティック・ビルバオとの同国対決を落とし、ネビルはわずか4ヶ月で解任された。後任にはパコ・アジェスタランが就任し、復調の兆しを見せたものの、最終的には12位でシーズンを終えた。
2016-17シーズンはチームの主力であったパコ・アルカセル、アンドレ・ゴメスをバルセロナに、シュコドラン・ムスタフィをアーセナルFCに、アルバロ・ネグレドをミドルズブラFCに、ソフィアン・フェグリをウェストハム・ユナイテッドに売却した。補強面ではナニやマリオ・スアレス、エセキエル・ガライ、アルバロ・メドラン、マルティン・モントーヤ、ムニル・エル・ハダディ、エリアカン・マンガラなどを獲得した。開幕からなかなか勝つことができず、9月20日にパコ・アジェスタラン監督を解任。ボロが暫定的にチームを率いたのち、2016年10月1日にEURO2012でイタリア代表を決勝まで導いたチェーザレ・プランデッリを後任に据えた。 しかし冬の移籍市場ではユヴェントスFCからシモーネ・ザザを獲得したのみでプランデッリの要求が通ることがほとんどなかった。ザザの活躍もあり、レアル・マドリードに勝利したこともあったが、結果は好転せずシーズン終了を待たずしてプランデッリも解任された。後任は再びボロが就任している。ボロの再就任後は復調の兆しを見せたものの、前シーズンと同じ12位で終えることとなった。
2017-18シーズンは監督にマルセリーノ・ガルシア・トラルが就任した。
また、ネトとガブリエウ・パウリスタを完全移籍で獲得したほか、ジョフレイ・コンドグビア、ゴンサロ・ゲデス、ジェイソン・ムリージョ、アンドレアス・ペレイラなどをレンタルで獲得した。このシーズンはクラブ記録となる開幕13試合無敗、クラブ史上初のリーグ戦8連勝を記録するなど好調を維持。ロドリゴ、ザザ、サンティ・ミナの3選手がリーグ戦10得点以上を記録するなどの活躍もあり、最終的には5位のビジャレアルCFに勝ち点12差を付けて4位に入り、2015-16シーズン以来のUEFAチャンピオンズリーグの出場権を獲得した。
2018-19シーズンはダニエル・ヴァスやケヴィン・ガメイロなどを獲得。また前シーズンに活躍したコンドグビアやゴンサロ・ゲデスらを完全移籍で獲得したほか、ビジャレアルCFからデニス・チェリシェフ、チェルシーFCからミシー・バチュアイをレンタルで獲得した。一方でマルセリーノ監督との不和などもあり、前シーズンに活躍したザザをトリノへ放出することとなった。スペイン国王杯決勝ではFCバルセロナを2-1で破り久しぶりのタイトルを獲得した。
2021年8月31日、J1の徳島ヴォルティスよりFW鈴木輪太朗イブラヒームが期限付き移籍にて加入することが発表された。合流後は、フベニールA(U-19)でプレーし、その後メスタージャで経験を積み、トップチームでの出場を目指す。

### 2部降格の危機と指揮官として帰ってきたレジェンド
2022-23シーズンは新指揮官にジェンナーロ・ガットゥーゾを迎え、主力であったゲデスをウォルバーハンプトンへ、カルロス・ソレールをパリ・サンジェルマンへ放出する一方、ヘタフェからウーゴ・ドゥロ、ヴィトーリアSCからアンドレ・アルメイダなどの将来の主力になり得る選手を加入させた。しかし開幕から勝ち負けを繰り返す苦しい展開となり、9節以降は引き分けを挟んでの連敗を繰り返し、19節では降格圏を争うバジャドリードとの直接対決に敗北し、ガットゥーゾは解任された。22節からはチームのレジェンドの一人であるルベン・バラハが9年ぶりにクラブへ復帰し、トップチームの監督に就任した。降格圏に沈むチーム状態の中でハビ・ゲラ、ディエゴ・ロペスなどの若手を積極的に起用し、最終的には降格圏からわずかに勝ち点2だけ上回る16位で1部残留を果たした。チームを残留に導いたバラハとは2025年まで契約を延長し、ゲラ、ロペス、ママルダシュヴィリとは2027年まで契約を延長した。
2023-24シーズンは補強、放出とも控えめな動きであったが、同じバレンシアを本拠地にするレバンテの主力であるペペルの引き抜きに成功した。
2025年1月19日にメスタージャで行われたレアル・ソシエダ戦では、ピッチ脇でウォーミングアップを行っていた久保建英に向けて複数のバレンシアのファンが人種差別的な野次や罵声を浴びせた。またこの試合ではアンデル・バレネチェアやミケル・オヤルサバルも、ウォーミングアップ中にバレンシアのファンから罵声やヘイトクライムを受けた。

## スタジアム

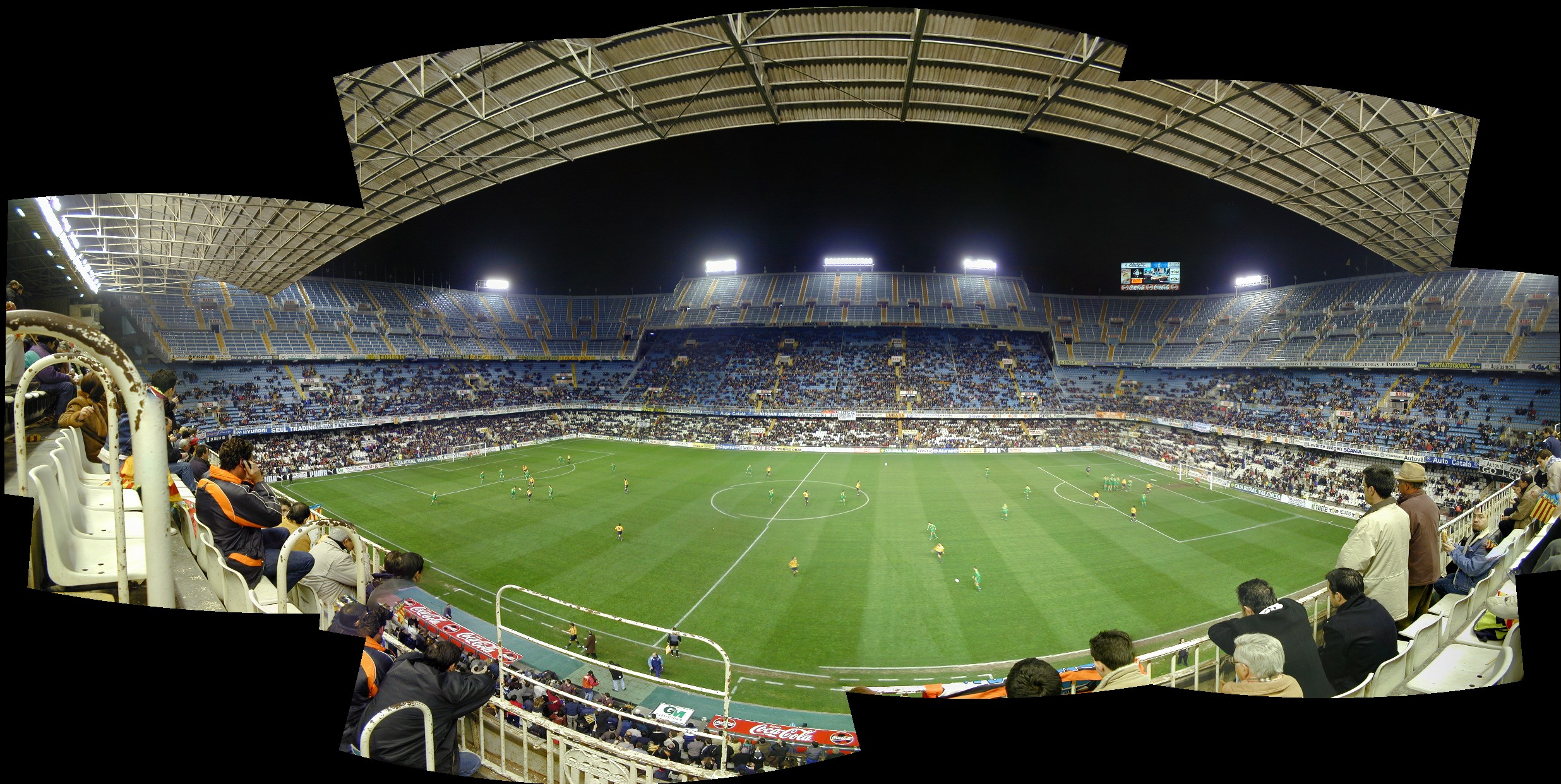
エスタディオ・デ・メスタージャ

1919年にクラブが創設されてから1923年まではエスタディオ・アルヒロスをホームスタジアムとしていたが、1923年にエスタディオ・デ・メスタージャに移転した。1950年に増築されて45,000人収容となったが、1957年10月にトゥリア川が氾濫してバレンシア市全域が洪水に襲われ、メスタージャのピッチは大規模な復旧作業を必要とした。復旧と同時に照明塔の建設など様々な改良工事が行われ、1959年の火祭りの期間中に再オープンした。今日では55,000人を収容し、スペインで5番目に大きなスタジアムである。2008-09シーズンは本来ならばメスタージャでの最終シーズンであり、2009-10シーズンより75,000人収容のノウ・メスタージャに移転するはずだったが、財政難により新スタジアムの工事が中断され、移転計画は遅延した。2011年12月12日、マヌエル・ジョレンテ新会長はスペイン国内に7つの銀行を保有する金融グループであるバンキア(Bankia)と合意に達したが、その後バンキアが極度の経営難に陥って国有化されたため、建設計画は再び暗礁に乗り上げた。

### 練習場
「シウダ・デポルティーバ・デ・パテルナ」も参照。
1992年から使用している。バレンシアから北西に5キロほど離れた同じ県の基礎自治体「パテルナ(Paterna)」にあり、トップチーム・リザーブチーム・カンテラ全チーム・女子チームがこの施設内で練習をしている。カンテラ選手寮・近代的医療センターなどに加え、バレンシアCF・メスタージャが試合会場としている小さなスタジアムも敷地内にある。

## タイトル

### 国内タイトル
- プリメーラ・ディビシオン
  - 1941-42, 1943-44, 1946-47, 1970-71, 2001-02, 2003-04
- コパ・デル・レイ
  - 1940-41, 1948-49, 1953-54, 1966-67, 1978-79, 1998-99, 2007-08, 2018-19
- スーペルコパ・デ・エスパーニャ
  - 1999
- コパ・エバ・ドゥアルテ
  - 1949

### 国際タイトル
- UEFAカップウィナーズカップ
  - 1979-80
- UEFAカップ
  - 2003-04
- UEFAスーパーカップ
  - 1980, 2004
- インターシティーズ・フェアーズカップ
  - 1961-62, 1962-63
- ラ・ペケーニャ・コパ・デル・ムンド
  - 1966

## 現所属メンバー
2025年2月3日現在
注：選手の国籍表記はFIFAの定めた代表資格ルールに基づく。
| No. | Pos. |              | 選手名                        |
| --- | ---- | ------------ | ----------------------------- |
| 1   | GK   | スペイン     | ジャウメ・ドメネク            |
| 3   | DF   | スペイン     | クリスティアン・モスケラ ()   |
| 4   | DF   | ギニア       | ムクタル・ディアカビ ()       |
| 5   | MF   | アルゼンチン | エンソ・バレネチェア          |
| 6   | MF   | スペイン     | ウーゴ・ギジャモン            |
| 7   | FW   | スペイン     | セルジ・カノス                |
| 8   | MF   | スペイン     | ハビ・ゲラ                    |
| 9   | FW   | スペイン     | ウーゴ・ドゥロ                |
| 10  | MF   | ポルトガル   | アンドレ・アルメイダ          |
| 11  | FW   | スペイン     | ラファ・ミル                  |
| 12  | FW   | ナイジェリア | ウマル・サディク ★            |
| 13  | GK   | 北マケドニア | ストレ・ディミトリエフスキ () |
| 14  | DF   | スペイン     | ホセ・ガヤ                    |

| No. | Pos. |                 | 選手名                         |
| --- | ---- | --------------- | ------------------------------ |
| 15  | DF   | スペイン        | セサル・タレガ                 |
| 16  | FW   | スペイン        | ディエゴ・ロペス               |
| 17  | MF   | スペイン        | イバン・ハイメ                 |
| 18  | MF   | スペイン        | ペペル                         |
| 19  | DF   | イングランド    | マックス・アーロンズ () ★      |
| 20  | DF   | グアドループ    | ディミトリ・フルキエ ()        |
| 21  | DF   | スペイン        | ヘスス・バスケス               |
| 22  | FW   | スペイン        | ルイス・リオハ                 |
| 23  | FW   | スペイン        | フラン・ペレス                 |
| 24  | DF   | スペイン        | ヤレク・ガシオロフスキ ()      |
| 25  | GK   | ジョージア (国) | ギオルギ・ママルダシュヴィリ ★ |
| --  | DF   | ポルトガル      | ティエリー・コレイア ()        |

※括弧内の国旗はその他保有国籍、もしくは市民権、星印はEU圏外選手を示す。

### リザーブチーム
注：選手の国籍表記はFIFAの定めた代表資格ルールに基づく。
| No. | Pos. |          | 選手名               |
| --- | ---- | -------- | -------------------- |
| 26  | MF   | スペイン | ハビ・ナバーロ       |
| 27  | FW   | スペイン | ダビド・オトルビ ()  |
| 29  | DF   | スペイン | アレックス・セラデル |
| 31  | DF   | スペイン | ルベン・イランソ     |
| 32  | MF   | スペイン | マルティン・テホン   |
| 34  | GK   | スペイン | ラウール・ヒメネス   |
| 35  | GK   | スペイン | ヴィセント・アブリル |

| No. | Pos. |            | 選手名                 |
| --- | ---- | ---------- | ---------------------- |
| 36  | FW   | スペイン   | マリオ・ドミンゲス     |
| 38  | DF   | スペイン   | イケル・コルドバ       |
| 39  | DF   | スペイン   | ロ・アバジャス         |
| 42  | FW   | コスタリカ | ワーレン・マドリガル   |
| 44  | FW   | スペイン   | イスマエル・サンタナ   |
| 45  | FW   | スペイン   | パブロ・ロペス・ゴメス |
| 46  | MF   | スペイン   | ペドロ・アレマン       |

### ローン移籍
in
注：選手の国籍表記はFIFAの定めた代表資格ルールに基づく。
| No. | Pos. |                 | 選手名                                        |
| --- | ---- | --------------- | --------------------------------------------- |
| 25  | DF   | ジョージア (国) | ギオルギ・ママルダシュヴィリ (リヴァプールFC) |
| 19  | DF   | イングランド    | マックス・アーロンズ (AFCボーンマス)          |
| 5   | MF   | アルゼンチン    | エンソ・バレネチェア (アストン・ヴィラFC)     |

| No. | Pos. |              | 選手名                              |
| --- | ---- | ------------ | ----------------------------------- |
| 17  | MF   | スペイン     | イバン・ハイメ (FCポルト)           |
| 11  | FW   | スペイン     | ラファ・ミル (セビージャFC)         |
| 12  | FW   | ナイジェリア | ウマル・サディク (レアル・ソシエダ) |

out
注：選手の国籍表記はFIFAの定めた代表資格ルールに基づく。
| No. | Pos. |          | 選手名                                          |
| --- | ---- | -------- | ----------------------------------------------- |
| --  | GK   | スペイン | クリスティアン・リベロ (アルバセテ・バロンピエ) |
| --  | DF   | スイス   | エライ・キュマルト (レアル・バリャドリード)     |
| --  | DF   | トルコ   | ジェンク・エズカジャル (レアル・バリャドリード) |

| No. | Pos. |          | 選手名                                  |
| --- | ---- | -------- | --------------------------------------- |
| --  | FW   | スペイン | ウーゴ・ゴンサレス (セルタ・デ・ビーゴ) |
| --  | FW   | スペイン | アルベルト・マリ (レアル・サラゴサ)     |
| --  | FW   | スペイン | ヘルマン・バレラ (エルチェCF)           |

### スタッフ
| 役職                         | 氏名                           |
| ---------------------------- | ------------------------------ |
| 監督                         | カルロス・コルベラン           |
| アシスタントコーチ           | ホルヘ・アラルコン             |
| アシスタントコーチ           | ジョセップ・アルカセル         |
| サポートコーチ               | マーティン・ドラリー           |
| フィールドアシスタント       | アンヘル・デ・ラス・エラス     |
| フィジカルコーチ             | ラファ・アランダ               |
| フィジカルコーチ             | ファン・モナル                 |
| フィジカルコーチアシスタント | セルジ・ベネト                 |
| GKコーチ                     | ホセ・マヌエル・オチョトレーナ |
| GKコーチ                     | マルコス・アバド               |

## 歴代監督
| 期間      | 名前                           | 備考                                                   |
| --------- | ------------------------------ | ------------------------------------------------------ |
| 1921-1922 | フアン・アルメト・キンケ       |                                                        |
| 1922-1923 | アグスティン・サンチョ         |                                                        |
| 1923-1927 | アントン・フィヴバー           |                                                        |
| 1927-1929 | ジェームス・エリオット         |                                                        |
| 1929-1931 | アントン・フィヴバー           |                                                        |
| 1931-1933 | ロドルフォ・ギャロウエー       |                                                        |
| 1933-1934 | ジャック・グリーンウェル       |                                                        |
| 1934-1935 | アントン・フィヴバー           |                                                        |
| 1935-1936 | アンドレス・バルサ             |                                                        |
| 1939-1942 | ラモン・エンシナス             | リーガ優勝1回, コパ・デル・レイ優勝1回                 |
| 1942-1943 | レオポルド・コスタ・リノ       |                                                        |
| 1943-1946 | エドゥアルド・クベルス         | リーガ優勝1回                                          |
| 1946-1948 | ルイス・パサリン               | リーガ優勝1回                                          |
| 1948-1954 | ジャシント・キンコセス         | コパ・デル・レイ優勝2回, スーペルコパ優勝1回           |
| 1954-1956 | カルロス・イトゥラスペ         |                                                        |
| 1956-1958 | ルイス・ミロ                   |                                                        |
| 1958-1959 | ジャシント・キンコセス         |                                                        |
| 1959-1960 | ペドロ・オットー・ブンベル     |                                                        |
| 1960-1962 | ドメネク・バルマーニャ         |                                                        |
| 1962-1963 | アレハンドロ・スコペッリ       | UEFAカップ優勝2回                                      |
| 1963-1964 | ベルナルディーノ・ペレス       |                                                        |
| 1964-1965 | エドムンド・スアレス           |                                                        |
| 1965-1966 | サビノ・バリナガ               |                                                        |
| 1966-1968 | エドムンド・スアレス           | コパ・デル・レイ優勝1回                                |
| 1968-1969 | ホセ・イグレシアス・ジョセイト |                                                        |
| 1969-1970 | エンリケ・ブケ                 |                                                        |
| 1970-1974 | アルフレッド・ディ・ステファノ | リーガ優勝1回                                          |
| 1974-1975 | ミロヴァン・チリッチ           |                                                        |
| 1975-1976 | ドラゴリュブ・ミロシェヴィッチ |                                                        |
| 1976-1977 | エリベルト・エレーラ           |                                                        |
| 1977      | マヌエル・メストレ             |                                                        |
| 1977-1979 | マルセル・ドミンゴ             |                                                        |
| 1979      | ベルナルディーノ・ペレス       |                                                        |
| 1979-1980 | アルフレッド・ディ・ステファノ | UEFAカップウィナーズカップ優勝1回                      |
| 1980-1982 | ベルナルディーノ・ペレス       | コパ・デル・レイ優勝1回, UEFAスーパーカップ優勝1回     |
| 1982      | マヌエル・メストレ             |                                                        |
| 1982-1983 | ミリャン・ミリャニッチ         |                                                        |
| 1983      | コルド・アギーレ               |                                                        |
| 1983-1984 | パキート                       |                                                        |
| 1984-1985 | ロベルト・ヒル                 |                                                        |
| 1985-1986 | オスカル・ルベン・バルデス     |                                                        |
| 1986-1988 | アルフレッド・ディ・ステファノ |                                                        |
| 1988      | ロベルト・ヒル                 |                                                        |
| 1988-1991 | ビクトル・エスパラゴ           |                                                        |
| 1991-1993 | フース・ヒディンク             |                                                        |
| 1993      | フランシスコ・レアル           |                                                        |
| 1993-1994 | エクトル・ヌニェス             |                                                        |
| 1994      | ホセ・マヌエル・リエロ         |                                                        |
| 1994      | フース・ヒディンク             |                                                        |
| 1994-1995 | カルロス・アルベルト・パレイラ |                                                        |
| 1995      | ホセ・マヌエル・リエロ         |                                                        |
| 1995-1997 | ルイス・アラゴネス             |                                                        |
| 1997      | ホルヘ・バルダーノ             |                                                        |
| 1997      | ホセ・マヌエル・リエロ         |                                                        |
| 1997-1999 | クラウディオ・ラニエリ         | コパ・デル・レイ優勝1回, UEFAインタートトカップ優勝1回 |
| 1999-2001 | エクトル・クーペル             | スーペルコパ優勝1回                                    |
| 2001-2004 | ラファエル・ベニテス           | リーガ優勝2回, UEFAカップ優勝1回                       |
| 2004-2005 | クラウディオ・ラニエリ         | UEFAスーパーカップ優勝1回                              |
| 2005      | アントニオ・ロペス             |                                                        |
| 2005-2007 | キケ・サンチェス・フローレス   |                                                        |
| 2007-2008 | ロナルド・クーマン             | コパ・デル・レイ優勝1回                                |

| 名前                         | 就任           | 退任           | 試合 | 勝  | 分 | 負 | 勝率 % |
| ---------------------------- | -------------- | -------------- | ---- | --- | -- | -- | ------ |
| ボロ (暫定)                  | 2008年4月21日  | 2008年6月30日  | 5    | 4   | 0  | 1  | 80     |
| ウナイ・エメリ               | 2008年7月1日   | 2012年6月30日  | 218  | 106 | 58 | 54 | 48.62  |
| マウリシオ・ペジェグリーノ   | 2012年7月1日   | 2012年12月1日  | 21   | 10  | 4  | 7  | 47.62  |
| エルネスト・バルベルデ       | 2012年12月3日  | 2013年6月1日   | 31   | 17  | 7  | 7  | 54.84  |
| ミロスラヴ・ジュキッチ       | 2013年6月4日   | 2013年12月16日 | 23   | 11  | 3  | 9  | 47.83  |
| フアン・アントニオ・ピッツィ | 2013年12月26日 | 2014年7月2日   | 31   | 12  | 10 | 9  | 38.71  |
| ヌーノ・エスピーリト・サント | 2014年7月4日   | 2015年11月29日 | 62   | 32  | 16 | 14 | 50.79  |
| ボロ (暫定)                  | 2015年11月30日 | 2015年12月5日  | 2    | 1   | 1  | 0  | 50     |
| ガリー・ネヴィル             | 2015年12月2日  | 2016年3月30日  | 28   | 10  | 7  | 11 | 34.62  |
| パコ・アジェスタラン         | 2016年3月30日  | 2016年9月20日  | 12   | 3   | 1  | 8  | 25     |
| ボロ (暫定)                  | 2016年9月20日  | 2016年9月28日  | 3    | 2   | 0  | 1  | 66.67  |
| チェーザレ・プランデッリ     | 2016年9月28日  | 2016年12月30日 | 10   | 3   | 3  | 4  | 30     |
| ボロ (暫定)                  | 2016年12月30日 | 2017年6月30日  | 25   | 10  | 4  | 11 | 40     |
| マルセリーノ                 | 2017年7月1日   | 2019年9月11日  | 110  | 55  | 29 | 26 | 50     |
| アルベルト・セラーデス       | 2019年9月11日  | 2020年6月29日  | 41   | 15  | 12 | 14 | 36.59  |
| ボロ (暫定)                  | 2020年6月29日  | 2020年7月19日  | 6    | 2   | 1  | 3  | 33.33  |
| ハビ・グラシア               | 2020年7月27日  | 2021年5月3日   | 38   | 11  | 12 | 15 | 28.95  |
| ボロ (暫定)                  | 2021年5月3日   | 2021年5月25日  | 4    | 2   | 1  | 1  | 50     |
| ホセ・ボルダラス             | 2021年5月25日  | 2022年6月3日   | 46   | 17  | 17 | 12 | 36.96  |
| ジェンナーロ・ガットゥーゾ   | 2022年6月9日   | 2023年1月30日  | 22   | 7   | 6  | 9  | 31.82  |
| ボロ (暫定)                  | 2023年1月30日  | 2023年2月14日  | 3    | 0   | 0  | 3  | 0      |
| ルベン・バラハ               | 2023年2月14日  | 2024年12月23日 | 78   | 26  | 20 | 32 | 33.33  |